# Petrônio Probino (cônsul em 341)
Petrônio Probino (em latim: Petronius Probinus) foi um oficial do século IV, ativo no reinado dos imperadores Constante I (r. 337–350) e Constâncio II (r. 337–361).

## Vida

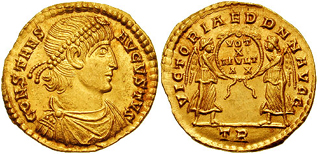
Soldo de r.

Probino era filho do prefeito urbano de Roma Petrônio Probiano e sua esposa provavelmente chamava-se Cláudia/Clódia e era irmã de Clódio Celsino Adélfio, esposo de sua irmã Faltônia Betícia Proba. Da união nasce Sexto Petrônio Probo, cônsul em 371. Seus netos eram Anício Probino e Anício Hermogeniano, cônsules em 395, Anício Petrônio Probo, cônsul em 406, e Anícia Proba.
Ele ou seu neto Probino é citado numa barra de metal como homem claríssimo. Ele escreveu versos preservados na Antologia Latina e que foram citados sob Sexto Cláudio Petrônio Probo. Em 341, foi cônsul posterior com Antônio Marcelino. Entre 5 de julho de 345 e 26 de dezembro de 346, foi prefeito urbano de Roma.